# Love Eater
『Love Eater』（ラヴ・イーター）は永井真理子8枚目のアルバム。

## 概要
前作『OPEN ZOO』以来、1年3ヶ月ぶりとなるオリジナル・アルバム。ジャケットはイラストレーター廣中薫による、素朴そのものの手書きのイラスト。初回限定盤では上下左右に、十字型にイラストが展開する。前年リリース・シングル「We are OK!」は未収録。

## 収録曲
| 全作詞: 永井真理子、全作曲: 永井真理子、廣田コージ（※特記以外）。 |                                                 |            |                                     |                       |      |
| #                                                                 | タイトル                                        | 作詞       | 作曲・編曲                          | 編曲                  | 時間 |
| 1.                                                                | 「LOVE MEAL」                                   | 永井真理子 | 永井真理子、廣田コージ（※特記以外） | 廣田コージ            | 5:20 |
| 2.                                                                | 「Don't Let! Apple Pie!」(※作曲: 廣田コージ)    | 永井真理子 | 永井真理子、廣田コージ（※特記以外） | 廣田コージ            | 3:49 |
| 3.                                                                | 「日曜日が足りない」                            | 永井真理子 | 永井真理子、廣田コージ（※特記以外） | 廣田コージ            | 5:09 |
| 4.                                                                | 「Katcho Bee-Bee-Boo（Album Version）」         | 永井真理子 | 永井真理子、廣田コージ（※特記以外） | 廣田コージ、Jerry Hey | 4:18 |
| 5.                                                                | 「my sweet days（Remix Version）」              | 永井真理子 | 永井真理子、廣田コージ（※特記以外） | 廣田コージ、林真史    | 6:59 |
| 6.                                                                | 「Small Big Man」                               | 永井真理子 | 永井真理子、廣田コージ（※特記以外） | 廣田コージ            | 4:29 |
| 7.                                                                | 「夜空にのびをして」                            | 永井真理子 | 永井真理子、廣田コージ（※特記以外） | 廣田コージ、林真史    | 7:27 |
| 8.                                                                | 「Cherry Revolution（Remix Version）」          | 永井真理子 | 永井真理子、廣田コージ（※特記以外） | 廣田コージ            | 5:10 |
| 9.                                                                | 「ルーシー タクシー（Remix Version）」          | 永井真理子 | 永井真理子、廣田コージ（※特記以外） | 廣田コージ            | 5:02 |
| 10.                                                               | 「DUNK! DUNK!（Remix Version）」                | 永井真理子 | 永井真理子、廣田コージ（※特記以外） | 廣田コージ            | 4:22 |
| 11.                                                               | 「動かないで」(※作曲: 廣田コージ)               | 永井真理子 | 永井真理子、廣田コージ（※特記以外） | 林真史                | 6:31 |
| 12.                                                               | 「タンバリンをたたこう」                        | 永井真理子 | 永井真理子、廣田コージ（※特記以外） | 廣田コージ、林真史    | 5:40 |
| 13.                                                               | 「エピローグ of my sweet days（Instrumental）」 | 永井真理子 | 永井真理子、廣田コージ（※特記以外） | 林真史                | 3:28 |
| 合計時間:                                                         | 合計時間:                                       | 合計時間:  | 67:44                               |                       |      |

### 解説
1. LOVE MEAL
「日曜日が足りない」のc/w曲
2. Don't Let! Apple Pie!
3. 日曜日が足りない
4. Katcho Bee-Bee-Boo（Album Version）
「Cherry Revolution」のc/w曲
5. my sweet days（Remix Version）
6. Small Big Man
7. 夜空にのびをして
8. Cherry Revolution （Remix Version）
9. ルーシー タクシー（Remix Version）
「We are OK!」のc/w曲
10. DUNK! DUNK!（Remix Version）
「my sweet days」のc/w曲
11. 動かないで
12. タンバリンをたたこう
13. エピローグ of my sweet days （Instrumental）